# Cryptoptila australana
Cryptoptila australana là một loài bướm đêm thuộc họ Tortricidae. Loài này có ở Úc, được tìm thấy tại các bang Queensland, New South Wales, Lãnh thổ Thủ đô Úc và Victoria.
Sải cánh của loài này dài khoảng 30 mm.  Con trưởng thành có cánh màu xám với những vệt màu nâu gỉ.
Ấu trùng ăn Polyscias sambucifolia. Chúng có màu xanh nâu sẫm với những đốm cam và lông trắng. Chúng đạt chiều dài khoảng 30 mm. Sự thành nhộng diễn ra trong ổ ấu trùng.